# Mount Ancla
Mount Ancla är ett berg i Antarktis. Det ligger i Västantarktis. Argentina, Chile och Storbritannien gör anspråk på området. Toppen på Mount Ancla är 815 meter över havet, eller 379 meter över den omgivande terrängen. Bredden vid basen är 2,1 km.
Terrängen runt Mount Ancla är varierad. Havet är nära Ancla söderut. Trakten är glest befolkad. Närmaste befolkade plats är Palmer Station, 18,1 kilometer väster om Mount Ancla. 